# カラブリュエの戦い
カラブリュエの戦い（カラブリュエのたたかい、英語: Battle of Kalavrye）は、1078年に将軍で後に皇帝となるアレクシオス・コムネノスが率いるビザンツ帝国軍とデュラキオンのドゥクス（長官）で反乱を起こしたニケフォロス・ブリュエンニオスの間で行われた戦闘である。
ブリュエンニオスは1077年の後半に皇帝ミカエル7世ドゥーカスに対し反乱を起こし、バルカン半島の帝国軍の大半から忠誠を獲得した。その後、支持の低下によって退位を余儀なくされたミカエル7世に代わりニケフォロス3世ボタネイアテスが帝位を獲得したが、ブリュエンニオスは反乱を継続し、首都のコンスタンティノープルを脅かした。ブリュエンニオスとニケフォロス3世の間では交渉が行われたものの不調に終わり、皇帝は若い将軍のアレクシオス・コムネノスに対しブリュエンニオスの討伐を命じた。
両軍は現代のトルコのヨーロッパ側に位置するハルミュロス川に近いカラブリュエで激突した。アレクシオスの軍隊はブリュエンニオスの軍隊よりも経験が浅く小規模であったため、最初に伏兵による奇襲を試みたものの、この奇襲は失敗に終わった。しかし、ブリュエンニオス側もペチェネグ人部隊が攻撃を止めて自軍の野営地を略奪し、戦場から離脱したことで軍内に混乱が広がった。それでもなおブリュエンニオスは自軍がアレクシオスとともに戦っていたフランク人部隊を包囲したことで勝利に迫ったが、アレクシオスは少数の従者とともに辛うじて包囲を突破し、散り散りになっていた自軍に新たに到着したトルコ人の援軍も加えて自軍を再編成することに成功した。そしてトルコ人騎兵を中心に小競り合いを繰り返しつつブリュエンニオスの軍隊を伏兵のいる場所まで誘い込み、奇襲によって最終的にブリュエンニオスを捕らえた。
この戦いはアレクシオスの娘のアンナ・コムネナが著した『アレクシアス』と、その夫でブリュエンニオスの同名の孫であるニケフォロス・ブリュエンニオスが著した『歴史』における詳細な記録によって知られている。これらの記録はビザンツ帝国の戦闘の詳細を知ることができる数少ない史料の1つであり、11世紀後半のビザンツ軍の戦術を研究する上で貴重な史料となっている。

## 背景
ビザンツ帝国は1071年にマラズギルトの戦いでセルジューク朝に敗れ、皇帝ロマノス4世ディオゲネス（在位：1068年 - 1071年）も捕虜となった末に失脚し、その後も10年にわたりほぼ絶え間なく続く内部の混乱と反乱に見舞われた。この継続的な戦争状態は帝国の軍隊を疲弊させただけでなく小アジアの荒廃を招き、その小アジアは増え続けるトルコ人の侵入に対して無防備な状態のまま残された。一方の西方ではロベール・ギスカールに率いられたノルマン人がマラズギルトの戦いと同年の1071年にイタリアにおける最後のビザンツ帝国の拠点であったバーリを陥落させ、ビザンツ帝国によるイタリア支配に終止符を打った。さらにバルカン半島ではブルガリアの帝国領がペチェネグ人とクマン人の侵入によって深刻な打撃を受け、同じ頃にセルビア人諸侯はビザンツ帝国への忠誠を放棄した。

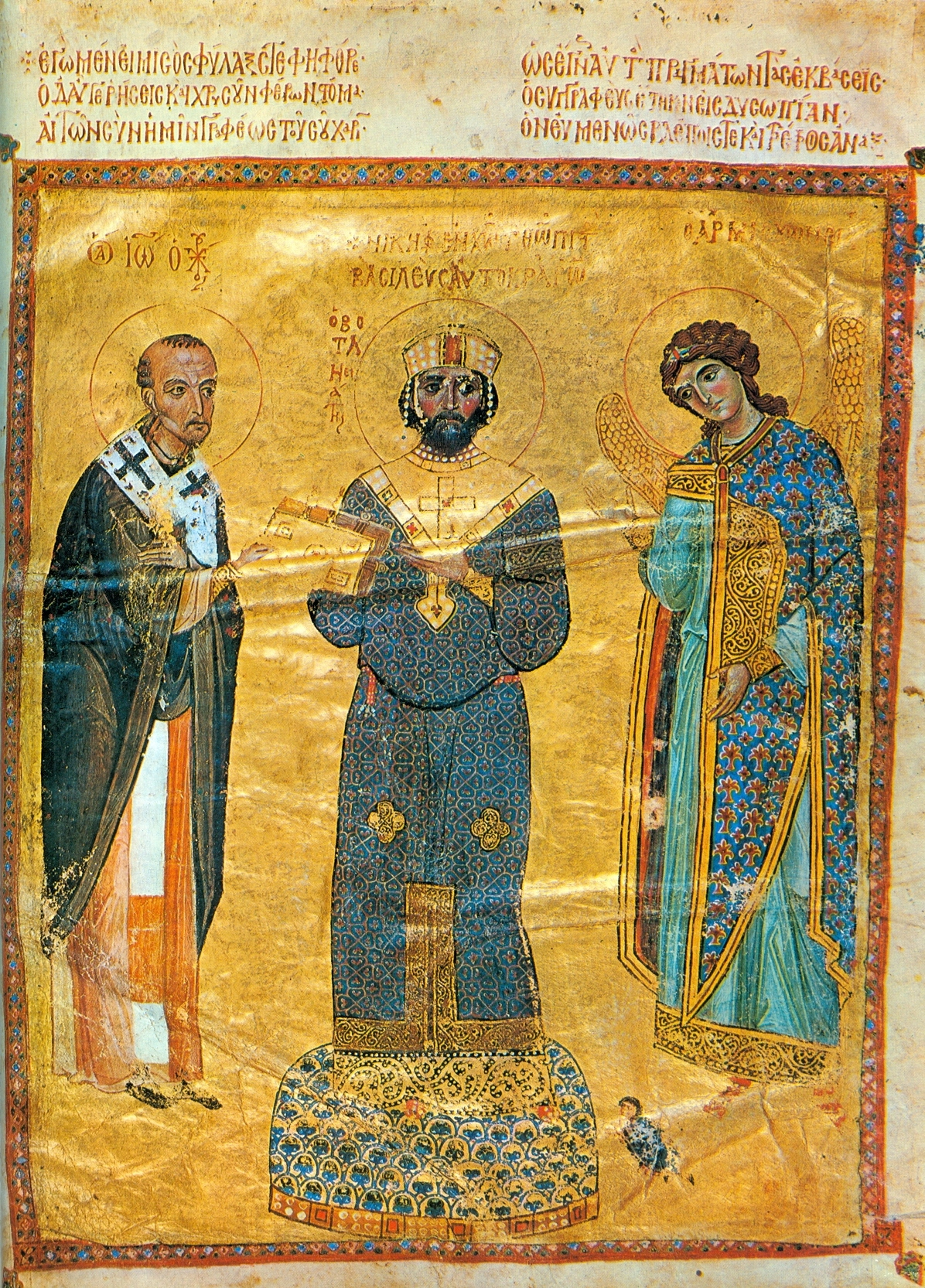
ヨハネス・クリュソストモスとともに立つ皇帝ニケフォロス3世ボタネイアテス（中央）

皇帝ミカエル7世ドゥーカス（在位：1071年 - 1078年）の政権はこれらの事態に効果的に対処することができず、軍事貴族の支持を急速に失った。1077年の後半にはバルカン半島西部のデュラキオン（現代のドゥラス）のドゥクスで帝国の有力な将軍であったニケフォロス・ブリュエンニオスと小アジア中央部のテマ・アナトリコンのストラテゴスであったニケフォロス・ボタネイアテスの2人が反乱を起こした。ブリュエンニオスはデュラキオンから首都のコンスタンティノープルに向けて出発し、その道中で広く支持を集め、バルカン半島における地上部隊の大半から忠誠を獲得した。そして反乱側に付いたトラキアの都市のアドリアノープルで皇帝として歓呼をもって迎えられた。当初ブリュエンニオスは交渉による解決を望んだものの、交渉の提案はミカエル7世に拒絶された。その後は弟のヨハネスに軍を預けてコンスタンティノープルに向かわせたが、首都の住民は城門を開くどころか逆に罵声を浴びせかけ、首都に入ることができなかった反乱軍は結局撤退した。この失敗の結果、首都の貴族たちは代わりにボタネイアテスに期待を寄せるようになった。最終的にミカエル7世は首都で起こった騒乱によって1078年3月30日に退位を余儀なくされ、修道士となって引退した。そしてボタネイアテスが皇帝ニケフォロス3世（在位：1078年 - 1081年）としてコンスタンティノープルに迎えられた。
即位当初のニケフォロス3世はブリュエンニオスに対抗できるだけの兵力を有しておらず、その間にブリュエンニオスは故郷のトラキア一帯の支配を固め、バルカン半島に残る帝国領からコンスタンティノープルを事実上孤立させた。これに対してニケフォロス3世はブリュエンニオスとの交渉のために経験豊富な外交官であるプロエドロス（ビザンツ帝国の爵位の1つ）のコンスタンティノス・コイロスファクテスが率いる使節を派遣した。同時に若い将軍のアレクシオス・コムネノスをドメスティコス・トーン・スコローン（帝国軍の総司令官）に任命し、ルーム・セルジューク朝のスルターンであるスライマーン（在位：1077年 - 1086年）にも支援を求めた。スライマーンはこの要請に応じて2,000人の兵士を派遣し、さらなる援軍も約束した。高齢のニケフォロス3世（即位時で76歳であった）はブリュエンニオスに対しカイサルの爵位の授与と次期皇帝への指名を提案した。ブリュエンニオスはこの提案に基本的には同意したが、いくつかの条件を付け加え、確認のために使節をコンスタンティノープルに送り返した。恐らく時間を稼ぐために交渉を始めたと思われるニケフォロス3世はブリュエンニオスが提示した条件を拒否し、反乱軍に対する軍事行動を開始するようにアレクシオスに命じた。

## 戦いの序章

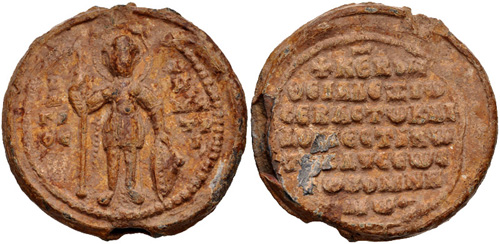
ドメスティコス・トーン・スコローンとしてのアレクシオス・コムネノスの封印

ブリュエンニオスはコンスタンティノープルに向かう街道沿いに位置するケドゥクトスの平原で野営していた。ブリュエンニオスの軍隊はテッサリア、マケドニア、およびトラキアの常備連隊（タグマと呼ばれる）、フランク人傭兵、そして精鋭のタグマであるヘタイレイアからなる総勢12,000人の兵士で構成され、これらの兵士の大部分は豊富な経験を有していた。一方のアレクシオスの軍隊はトルコ人騎兵2,000人、コマテノイと呼ばれる小アジアの部隊2,000人、イタリアのフランク人騎士数百人、そしてミカエル7世の重臣であったニケフォリツェスが新しい帝国軍の中核とするべく創設したアタナトイ（「不死隊」を意味する）と呼ばれる連隊から構成されていた。アレクシオスの総兵力は5,500人–6,500人（ジョン・ハルドン）から8,000人–10,000人（ジョン・ビルケンマイヤー）までさまざまに推定されているが、ブリュエンニオスの軍隊よりも相当に不利な状況であることは明らかだった。アレクシオスの軍隊はかなり規模が小さかっただけでなく、ブリュエンニオスの熟練した兵士たちと比べて経験でもはるかに劣っていた。
アレクシオスの軍隊はコンスタンティノープルから出発し、カラブリュエ（現代のヨルチャトゥ）の砦から近いハルミュロス川（ヘラクレイア（現代のマルマラ・エレーリスィ）とセリュンブリア（現代のスィリヴリ）の間を流れる小川）の河岸で野営した。しかし、アレクシオスは奇妙なことに慣例に反して自軍の野営地の防備を固めなかった。これは恐らく防備を固める行為が暗に自軍の弱さを示すことになり、その結果として兵士の士気の低下や疲弊につながることを避けるためだったとみられている。その後、アレクシオスは偵察のためにトルコ人の同盟者を送り出してブリュエンニオスの軍隊の配置と戦力、そして計画を探らせた。アレクシオスの偵察者たちはこの任務を難なくこなしたが、戦いの前夜に偵察者の内の何人かが敵側に捕らえられ、ブリュエンニオスもアレクシオスの戦力を知った。

## 戦闘

### 初期の軍隊の配置と戦術

両軍の初期の配置と序盤の戦い。アレクシオスの側面からの奇襲が失敗したことを示している。

ブリュエンニオスはビザンツ帝国軍の戦術書において規定されているものと同様の典型的な3個師団をそれぞれ2列にして配置した。弟のヨハネスが率いる右翼軍は総勢5,000人の規模であり、フランク人傭兵、テッサリアの騎兵隊、ヘタイレイア連隊、そしてマニアカトイ連隊（かつてゲオルギオス・マニアケスがシチリアとイタリアで行った遠征に参加した兵士の子孫からなる連隊）で構成されていた。一方の左翼軍はカタカロン・タルカネイオテスの指揮下に置かれた3,000人のトラキアとマケドニアの兵士からなり、中央はブリュエンニオス自身が指揮する3,000人から4,000人のテッサリア、トラキア、およびマケドニアの兵士からなっていた。また、標準的な原則に従って本隊からおよそ500メートル（2スタディオン）離れた一番左側に敵の側面を突くためのペチェネグ人からなる分遣隊（ヒュペルケラスタイと呼ばれる）を配置した。
アレクシオスはブリュエンニオスの陣地に近い場所で待機していたより小規模な自軍を展開し、指揮系統を2つに分けた。ブリュエンニオスの最も強力な師団と対峙する左翼軍はアレクシオス自身が指揮を執り、右側にフランク人部隊、左側にアタナトイを配した。右翼軍はコマテノイとトルコ人部隊で構成され、コンスタンティノス・カタカロンの指揮下に置かれた。『アレクシアス』によれば、トルコ人部隊は側衛（プラギオフュラケスと呼ばれる）の役割を与えられ、ペチェネグ人部隊に対する監視と反撃の任務を負っていた。一方の左側のアレクシオスはアタナトイの兵士の中から選抜されたと思われる側面部隊を編成し、敵軍の視界に入らないように窪地の中に隠した。自軍が敵軍より劣っていることを認識していたアレクシオスは防御に徹せざるを得ない状況だった。アレクシオスの唯一の勝機は、荒れた地形に隠されている側面部隊が奇襲を仕掛け、ブリュエンニオスの兵士に十分な混乱をもたらし、自分とその配下のより強力な左翼軍が敵の戦列を破壊することにあった。

### アレクシオスの戦列の崩壊

戦闘の第2段階：アレクシオスの左翼軍は崩壊し、アレクシオス自身も辛うじて包囲から逃れた。その一方でブリュエンニオスのペチェネグ人部隊が追撃を止め、自軍の野営地を襲撃したことでブリュエンニオスの軍隊の後方は混乱に陥った。

反乱軍の戦列が敵陣に向かって前進すると待ち伏せていたアレクシオスの側面部隊が飛び出して奇襲を加えた。側面部隊の攻撃は実際に最初の混乱を引き起こしたが、ブリュエンニオス（『アレクシアス』では右翼軍を指揮していた弟のヨハネスとされている）は兵士を鼓舞し、右翼軍の2番目の隊列を率いて前方へ反撃に出た。この反撃でアレクシオスの側面部隊は打ち破られ、パニックに陥って退却した。そしてアタナトイも攻撃を受け、側面部隊と同様に混乱に陥ったことで持ち場を捨てて逃走した。双方の部隊はブリュエンニオスの部隊による追撃を受けたことでいくらかの犠牲は出したものの、多くの兵士はアレクシオスの部隊の後方へ逃げ延びることができた。
アレクシオスはフランク人部隊に混じって従者とともに戦っていたが、左方面の部隊が崩壊したことにすぐには気づかなかった。その一方でアレクシオスの右翼軍ではタルカネイオテスの部隊と交戦していたコマテノイがトルコ人の側衛部隊を掻い潜ったペチェネグ人部隊によって側面から包囲され、背後を攻撃された。コマテノイもまた打ち破られて逃走し、アレクシオスの運命は決したかに見えた。ところがこの時ペチェネグ人部隊はさらなる成功を追求することなく引き返し、ブリュエンニオスの軍の野営地を攻撃して略奪を始めた。そして手に入れた略奪品をまとめると戦場を離れ、自分たちの故郷へ帰っていった。
それでもなお、ブリュエンニオスの両翼の部隊が中央でアレクシオスのフランク人部隊を包囲し始めたことでブリュエンニオスの勝利は間違いないものに思われた。自分の置かれた状況を理解し、敗北を目の前にして絶望したアレクシオスは（ブリュエンニオスの孫のニケフォロス・ブリュエンニオスが記録しているように、アレクシオスは戦闘開始にあたってトルコ人の追加の援軍を待つようにというニケフォロス3世の命令を守っておらず、皇帝による処罰を恐れたことも絶望感を抱いた理由の1つであった）、敵軍を排除するためにブリュエンニオス自身を狙って一か八かの突撃に出ることを決意したが、従者がそれを思い止まらせた。結局、アレクシオスはわずか6人の従者だけを伴って敵兵が取り囲む中から脱出した。ペチェネグ人部隊が反乱軍の野営地を攻撃したことで戦線の背後は混乱に陥っており、アレクシオスはこの混乱の中で皇帝がパレードで用いるためのブリュエンニオスの馬がその立場を示す2本の剣とともに安全な場所へ避難しようとしているのを目撃した。アレクシオスとその従者たちは馬の護衛を襲撃し、馬を奪い取って戦場から抜け出した。
アレクシオスは自軍が最初に布陣していた場所の背後にある丘にたどり着くと崩壊していた部隊から自軍の再編成を始め、散り散りになった兵士を集めるために伝令を発した。そしてブリュエンニオスが殺されたという情報を伝え、その証拠としてブリュエンニオスのパレード用の馬も見せた。さらに約束されていたトルコ人の援軍も到着し始め、兵士たちは士気を高めた。一方の戦場ではこの間を通してブリュエンニオスの軍隊がアレクシオスのフランク人部隊に対する包囲攻撃を続けており、最終的にフランク人部隊は馬から降りて降伏を申し出た。しかしながら、反乱軍もその過程で完全に無秩序な状態となっており、それぞれの部隊が混在し、陣形も乱れていた。ブリュエンニオスの予備の部隊もペチェネグ人部隊の攻撃を受けたことで混乱状態にあり、戦いの前線では戦闘が終わったとばかりに緊張が解けていた。

### アレクシオスの反撃

戦闘の最終段階：アレクシオスは軍を再編成した後にブリュエンニオスの軍を攻撃し、新たな伏兵のいる場所に誘い込んだ。最終的に反乱軍は奇襲によって崩壊し、ブリュエンニオス自身も捕らえられた。

残存兵力を再編し、ブリュエンニオスの軍内の混乱を確認したアレクシオスは反撃を決意した。アレクシオスが立てた作戦はトルコ人弓騎兵の特殊技能を最大限に活用するものだった。アレクシオスは部隊を3つに分け、そのうち2つは伏兵として背後に残した。もうひとつの部隊はアレクシオス自身が指揮するアタナトイとコマテノイで構成されていたが、部隊を一列に整列させるのではなく、小集団に分けてトルコ人弓騎兵の集団と混在させた。そして反乱軍に向かって前進し、攻撃を仕掛けた後に退却を装って伏兵のいる場所まで引き込もうとした。
アレクシオスの部隊の攻撃は最初こそブリュエンニオスの兵士たちの油断を突くことができたが、経験豊富な集団であったためにすぐに正常な状態に戻り、再びアレクシオスの部隊を押し込み始めた。これに対しアレクシオスの部隊はトルコ人の騎兵隊を中心に敵陣を攻撃しては素早く撤退する行動を繰り返し、相手を寄せ付けることなく反乱軍の戦列の秩序を徐々に乱していった。アレクシオスの兵士の中にはブリュエンニオスを直接攻撃しようとする者もおり、ブリュエンニオスは何度か自分への攻撃を防がなければならなかった。
戦線が伏兵のいる場所に到達すると、アレクシオスの両翼の伏兵（『アレクシアス』では「蜂の群」にたとえられている）が矢を放ち、大声を上げながら反乱軍の側面を攻撃した。この結果、ブリュエンニオスの兵士たちの間でパニックと混乱が広がった。ブリュエンニオスとその弟のヨハネスは兵士たちの秩序を取り戻そうとしたものの、最終的に軍隊は破れて逃げ去り、後続の別の部隊も同様に敗走した。2人の兄弟は後方で守りを固めようとしたが、これも打ち破られてブリュエンニオスは捕らえられた。

## 戦闘後の経過

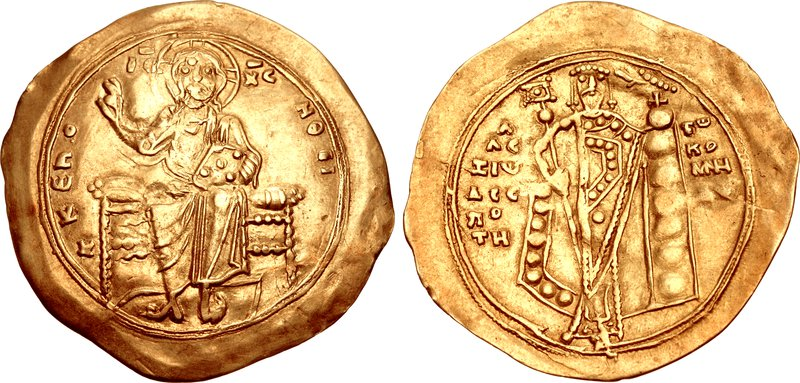
皇帝即位後に鋳造されたアレクシオス1世コムネノスのヒュペルピュロン金貨

捕らえられたブリュエンニオスは首都へ連行されることになったが、アンナ・コムネナは父親から伝え聞いた話としてその道中で起こった出来事について書き残している。それによれば、アレクシオスは道中で年配の将軍であるブリュエンニオスを気遣い、馬から降りてしばらく休もうと提案した。そして剣を外して枝に吊るすとそのままぐっすりと眠り込んでしまった。落ち着くことができずに眠れなかったブリュエンニオスは、枝にぶら下がった剣を見つけるとアレクシオスを殺してしまおうかと逡巡した。しかしなぜか体が動かず、結局実行に移せなかった。アンナ・コムネナは、もし天上から神の意志が働かなかったならば殺害は実行に移されていただろうと述べている。
こうしてブリュエンニオスの反乱は終結したものの、ブリュエンニオスの後を継いでデュラキオンの長官となったニケフォロス・バシラキオスもブリュエンニオスと同様に反乱を起こした。バシラキオスはブルガリア人、アルバニア人、ノルマン人、さらにはペチェネグ人をも自軍に取り込み、東進してテッサロニキを占領した。しかし、バシラキオスも最終的にアレクシオスに敗れ、ブリュエンニオスと同様に捕らえられた。拘束されたブリュエンニオスはニケフォロス3世の命令で目を潰されたものの、後にニケフォロス3世はブリュエンニオスに恩赦を与え、爵位と財産を復活させた。そして1081年にアレクシオスが自ら帝位を獲得するとブリュエンニオスはさらに高位の爵位を与えられ、ペチェネグ人に対するアレクシオスの戦役にも参戦し、1095年には反乱軍の攻撃からアドリアノープルを守った。ブリュエンニオスの孫のニケフォロス・ブリュエンニオスはアレクシオスの娘のアンナ・コムネナと結婚した。そのニケフォロス・ブリュエンニオスはアレクシオスの治世に著名な将軍となり、最終的にはカイサルの爵位に昇り、歴史家としても活躍した。